# ۱۳۶۶ (خورشیدی)
سال ۱۳۶۶ هجری خورشیدی، سالی کبیسه است.
سرآغاز آن شنبه ۱ فروردین ۱۳۶۶ خورشیدی برابر با ۲۱ مارس ۱۹۸۷ میلادی (مطابق ۲۰ رجب ۱۴۰۷ قمری قراردادی) و لحظهٔ تحویل آن، ساعت ۰۷:۲۲:۰۸ روز شنبه ۱ فروردین ۱۳۶۶ خورشیدی برابر با ۲۱ مارس ۱۹۸۷ میلادی (مطابق ۲۰ رجب ۱۴۰۷ قمری قراردادی) به وقت ایران بود.

## رویدادها

### بهار
- ۱۲ خرداد - انحلال حزب جمهوری اسلامی به دلیل بروز اختلاف در مورد مشی اقتصادی

### تابستان
- ۷ تیر - بمباران شیمیایی سردشت
- ۲۹ تیر - تصویب قطعنامه ۵۹۸ شورای امنیت به منظور پایان‌دادن به جنگ ایران و عراق
- ۹ مرداد - کشتار حاجیان در مکه.

### پاییز
+ طلاق حبیب الله و رباب 
آغاز خطی جدید در زندگی فرزند 

### زمستان
- ۱۸ دی - تصویب تشکیل فرهنگستان علوم پزشکی جمهوری اسلامی ایران در مجلس شورای اسلامی و آغاز به کار آن
- ۱۷ بهمن - دستور تشکیل مجمع تشخیص مصلحت نظام از سوی سید روح‌الله خمینی با هدف حل اختلافات میان مجلس شورای اسلامی و شورای نگهبان قانون اساسی
- ۲۷ بهمن - تشکیل شورای گسترش زبان و ادبیات فارسی در ایران
- ۲۵ اسفند - حمله شیمیایی به حلبچه موسوم به کشتار حلبچه یا جمعهٔ خونین
- ۲۶ اسفند - حمله شیمیایی به شهر مرزی نودشه

## زادروزها

### بهار
- ۲۱ اردیبهشت - نیما شعبان نژاد، بازیگر
- ۶ خرداد - بهرام افشاری، بازیگر

### تابستان
- ۱۱ مرداد - پدرام شریفی، بازیگر
- ۱۷ مرداد - مینا وحید، بازیگر
- ۲۲ مرداد - سوگند، خواننده
- ۱۷ شهریور - محسن ابراهیم زاده، خواننده
- ۲۹ شهریور - وریا غفوری، فوتبالیست
- ۳۰ شهریور - امیر تتلو، خواننده

### پاییز
- ۱۱ مهر - بهنام بانی، خواننده
- ۲۶ مهر - سمانه پاکدل، بازیگر
- ۲۰ آذر - امیر علی اکبری، کشتی گیر

### زمستان
- ۶ دی - سحر قریشی، بازیگر
- ۱۲ بهمن - رضا پیشرو، خواننده رپ
- ۱۲ بهمن - روزبه حصاری، بازیگر
- ۳۰ بهمن - ساعد سهیلی، بازیگر

## درگذشت‌ها

### بهار
- ۲۴ فروردین - غلامحسین بیگجه‌خانی
- ۲ اردیبهشت - محمود محمودی خوانساری، خواننده
- ۲۸ اردیبهشت - حسین فردوست، نظامی
- ۱۲ خرداد - فاطمه پهلوی

### تابستان
- ۱۵ مرداد - عباس بابایی، خلبان
- ۱۸ مرداد - مهدی سهیلی، شاعر

### پاییز
- ۶ مهر - اعدام سید مهدی هاشمی، از بستگان حسینعلی منتظری بعد از ماجراهای ابتدای دهه شصت
- ۲۷ آبان - مظفر بقایی کرمانی، پزشک و فعال سیاسی.

### زمستان
- ۲۹ دی - مهدی برکشلی ,موسیقیدان ایرانی
- ۱۱ بهمن - امیر ناصر افتتاح نوازنده تنبک ایرانی
- ۱۶ بهمن - ابراهیم فخرایی، نویسنده
- ۲ اسفند - حیدر یغما‎، نویسنده و شاعر
- ۷ اسفند - مهری آهی، مترجم